# Elam Ending
Pour les articles homonymes, voir Elam.
L’Elam Ending est un format de règles pour le basket-ball. Contrairement aux règles traditionnelles du basket-ball, dans lesquelles le jeu se joue avec 4 quarts-temps chronométrés, avec le format Elam Ending, les équipes terminent le match en jouant sur un score cible.

## Règlement
Le chronomètre de jeu est éteint au premier coup de sifflet avec jusqu'à quatre minutes restantes. 
Les équipes jouent ensuite selon un score cible, le chronomètre des tirs étant toujours appliqué. La première équipe à atteindre ou à dépasser le score cible gagne, il n'y a donc pas de prolongation. Le score gagnant peut être un but sur le terrain (deux points ou trois points) ou un lancer franc.
Le règlement a été adapté au NBA All-Star Game avec un "quatrième quart-temps" non chronométré.

## Histoire
L’Elam Ending est créé par Nick Elam, un professeur à Ball State University et utilisé pour la première fois en tournoi universitaire (The Basketball Tournament, TBT) en 2017. Nick Elam a conçu ce système parce qu'il était frustré par le décrochage et le jeu passif d'une équipe en tête et les fautes intentionnelles d'une équipe perdante. 
À partir de 2020, l'Elam Ending a été adopté pour le NBA All-Star Game lorsque Chris Paul a évoqué l'idée au commissaire de la NBA Adam Silver. Après la fin du 3e quart-temps, les équipes ont ajouté un score de 24 au score de l'équipe en tête et les équipes ont joué jusqu'à ce qu'une équipe atteigne ce score. Le score cible a été choisi pour honorer Kobe Bryant, qui a été tué dans un accident d'hélicoptère un mois plus tôt. Il portait en effet le numéro 24 lors de ses 10 dernières saisons avec les Lakers de Los Angeles. En 2020, l'équipe LeBron a remporté le match contre l'équipe Giannis 157-155 dans un match aller-retour. Le format Elam Ending a été bien accueilli par les fans et les joueurs.
En 2019, la Ligue élite canadienne de basketball (LECB) est devenue la première ligue professionnelle de basket-ball a employé l’Elam Ending dans un tournoi organisé à la place de la saison 2020 qui a été annulée en raison de la pandemie de covid-19. L'Elam Ending a été définitivement adoptée par la LECB en 2021 avec un score cible de +9.

## Adaptation au football
En octobre 2022, les propriétaires et organisateurs du tournoi americain de basketball The Basketball Tournament, TBT Enterprises, ont annoncé qu'ils avaient adapté l'Elam Ending pour le football, avec son utilisation dans The Soccer Tournament, un tournoi de football à sept avec un prix de 1 million de dollars qui devrait être lancé en 2023. Tous les matchs TST seront joués en mi-temps de 20 minutes, suivis d'une période non chronométrée que TBT Enterprises appelle "Target Score Time". Le score cible est fixé en ajoutant un but au score de l'équipe en tête (ou des équipes à égalité), le jeu se poursuivant jusqu'à ce qu'une équipe atteigne le score cible. Si l'objectif n'est pas atteint après 5 minutes, un joueur de chaque équipe quitte le terrain, le processus se poursuivant toutes les 5 minutes jusqu'à ce que le but gagnant soit marqué.